# Гарц
Гарц или Харц (нем. Harz от средневекового нем. Hart — «горный лес») — самые северные горы средней высоты в Германии и наивысшие горы Северной Германии.
Гарц располагается на территории земель Нижняя Саксония, Саксония-Анхальт и Тюрингия. Броккен, 1141 м над уровнем моря — наивысшая гора Гарца, считается с позднего средневековья самым известным «местом встречи ведьм» в Европе. Эту гору также описал Гёте в своем «Фаусте».

## География

Панорама Гарца

Гарц — герцинские горы в составе Немецкого среднегорья.
Горы длиной 110 км и шириной 30-40 км, покрывают площадь 2226 км² и простираются от линии Зальцгиттер—Гёттинген до города Лютерштадт-Айслебен. Они делятся на Нижний Гарц на юго-востоке с высотами до 400 м — на которых развивается также сельское хозяйство, и более высокую преимущественно лесистую часть Верхний Гарц на северо-западе, вершины которой достигают высот до 800 м.
Верхний и Нижний Гарц разделены линией, которая тянется между городами Вернигероде и Бад-Лаутерберг. Брокенский массив поднимается на высоту более 1000 м. Его наивысшая гора — Брокен (1141 м).
Гарц — глыбовые горы, они спадают на запад и северо-восток относительно круто и на юг сглаживаются постепенно. Горы разделены несколькими глубокими долинами. В Гарце находится национальный парк Гарц, первый в Германии национальный парк, находящийся на территории двух земель. Он организован в 2006 году слиянием национальных парков Гарц в земле Нижняя Саксония и Высокого Гарца в земле Саксония-Анхальт. А также в горах были созданы четыре природных парка (Гарц (Нижняя Саксония), Гарц/Саксония-Анхальт, Гарц-Саксония-Анхальт/Природный парк земли Мансфельдер и Южный Гарц) и ландшафтный биосферный заповедник Южный Гарц-Карст.

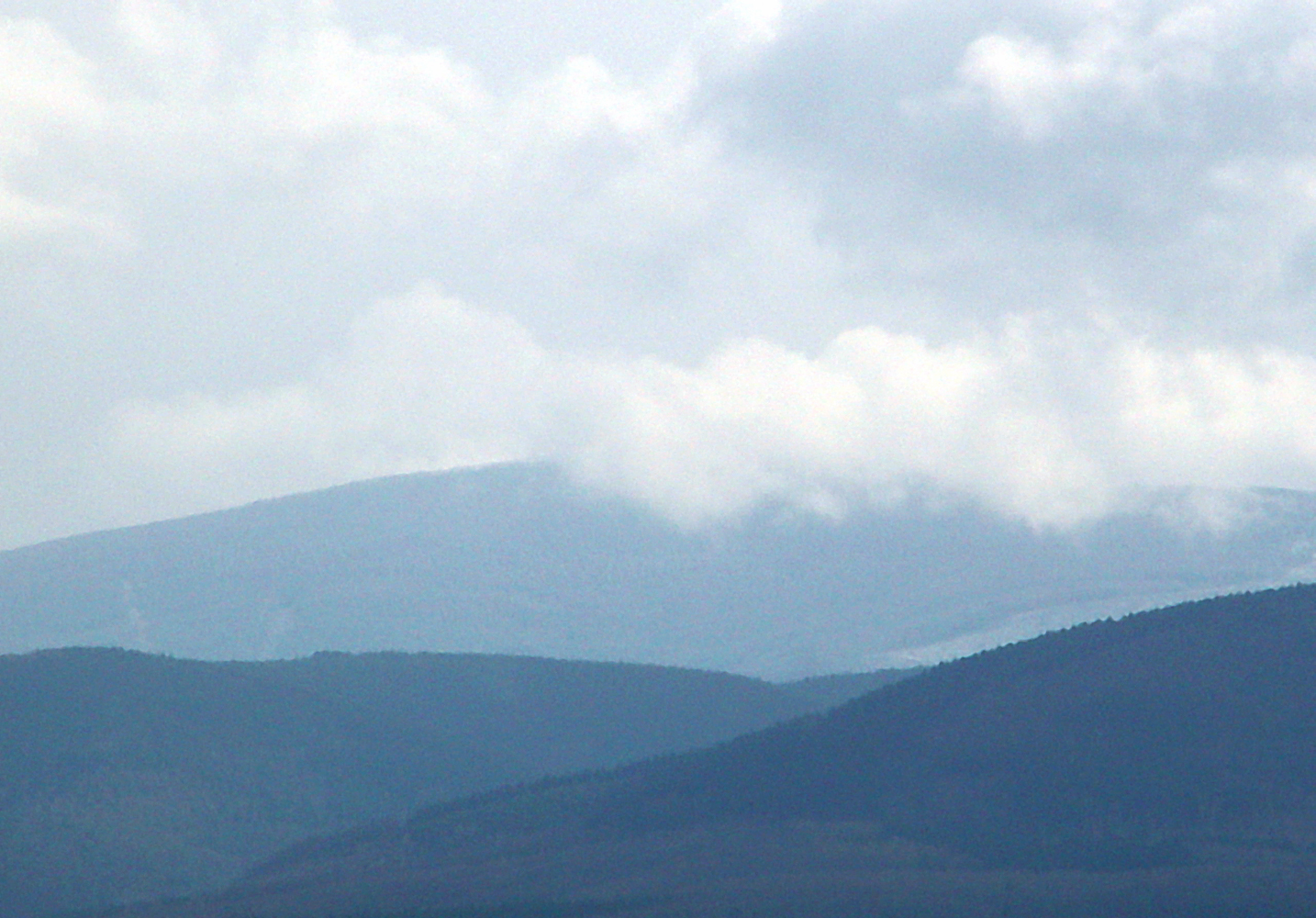
Гарц в ды́мке

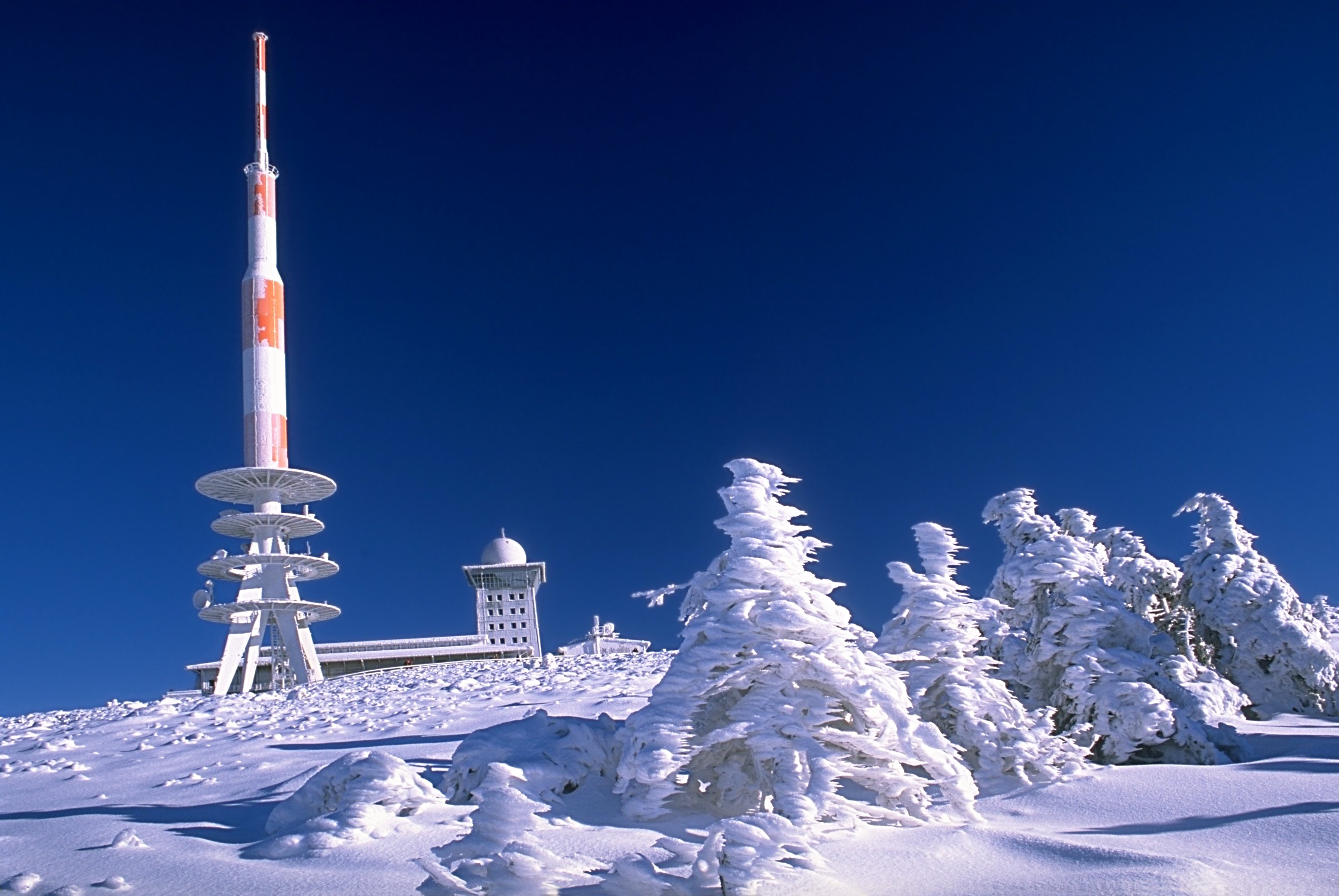
Броккен

Горы имеют официальный номер D37.

## История

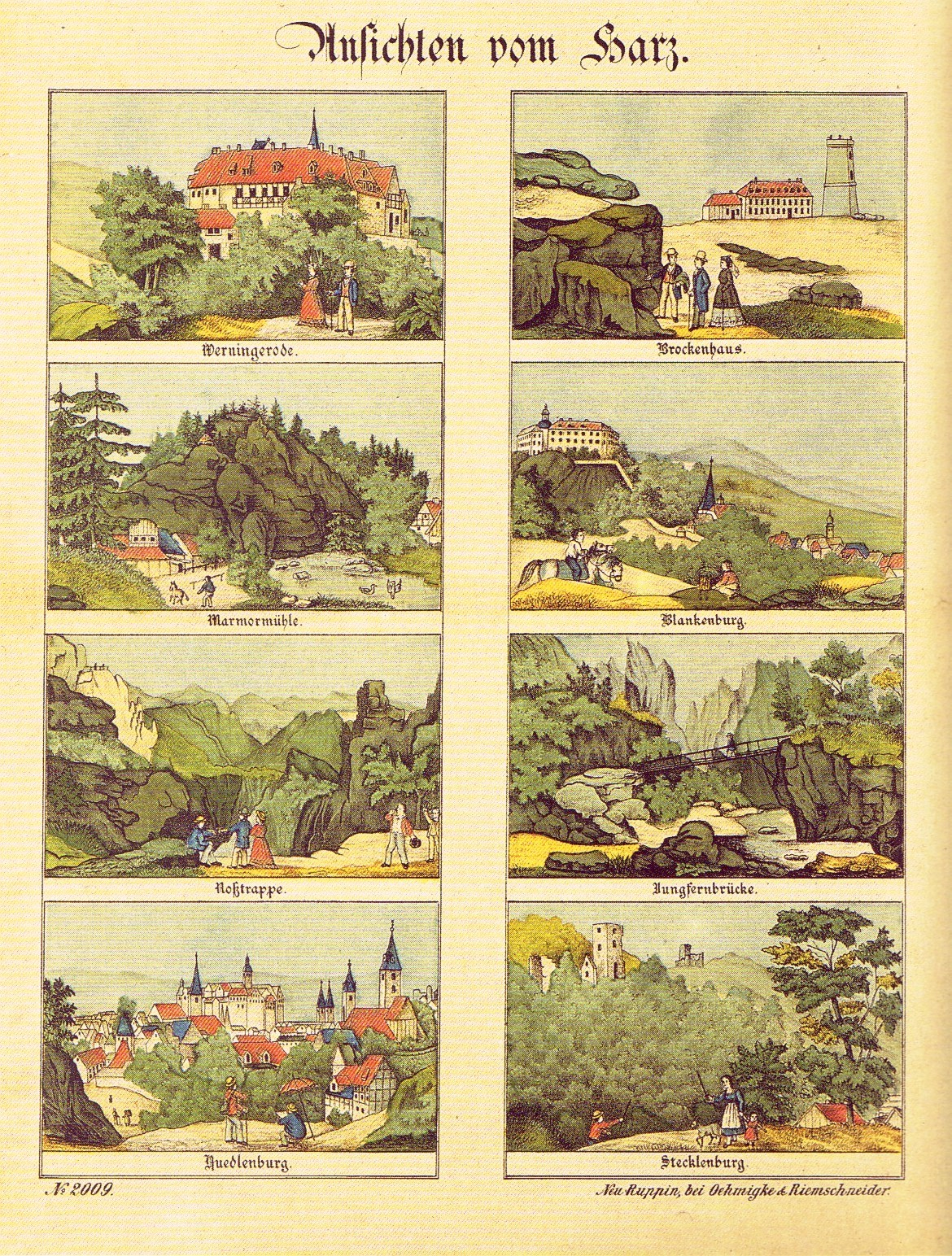
Гарц в 1852 году

После 174 года началось большое переселение свевов, которые жили в регионе от Хафеля до Гарца. В область, оставленную свевами, переселились варины и герулы с полуострова Сконе в Швеции. Они основали поселения, названия которых оканчиваются на -лебен. Они достигли восточного края Гарца, что подтверждают названия таких городов, как Веддерслебен, Харслебен, Вегелебен.
Первое упоминание о Гарце найдено в грамоте императора Людовика I Благочестивого от 814 года. Согласно летописи из Фульды, датированной 852 годом, в Гарце поселилось племя харудов, от имени которых названа область (харуд (Harud) — лес, горный лес).

### Укреплённый район Гарц
Укреплённый район Гарц был одним из самых больших районов окружения в конце войны в Германии в 1945 году. В феврале-марте 1945 года рейхсфюрер СС Генрих Гиммлер отдал приказ Укрепрайону Гарц оборонять центральную Германию от западных союзников. Штаб-квартира находилась около Бланкенбурга. К мобильным частям относились 11-я армия, дивизии войск СС и Фольксштурма. Как только 1-я группа армий достигла Нордхаузена и хотела продолжить наступление на север, она встретила сопротивление, особенно в горах в районе городов Ильфельд и Эльрих. Лишь 7 мая 1945 последние подразделения 11-й армии и войск СС капитулировали. Поскольку командиры некоторых отрядов Фольксштурма не знали об окончании войны, они продолжали борьбу в мае 1945 против американских войск.

### Бывшая немецко-немецкая граница
Через западную треть Гарца до 1990 года шла граница между Восточной и Западной Германией. Плато Броккен и соседние вершины Гарца являлись большой военной закрытой областью, в которую впервые только 3 декабря 1989 года пришли туристы-демонстранты. С тех пор туризм на Броккен стал интенсивно развиваться, в то время как другие вершины и природные достопримечательности почти забыты: реликтовые и берёзовые леса, озера, сталактитовые пещеры и родники.

## Экономика Гарца

### Горное дело

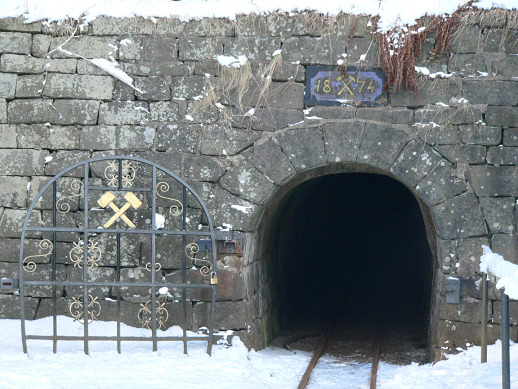
Штольня в Лаутенталь

Благодаря горному делу и металлургии возникли с XVI века семь горных городов Верхнего Гарца и около 30 городков во внутреннем Гарце, а также другие многочисленные населённые пункты, среди которых выделяется бывший имперский город Гослар, находящийся около рудной шахты Раммельсберг. Горное дело в значительной степени определило хозяйственную жизнь Гарца и его ландшафт. Была разработана система водного хозяйства Верхнего Гарца, из которой до сих пор применяются около 60 км канав и 68 прудов общим объёмом 8 млн м³. Без энергии, которую обеспечила эта система, добыча руды должна бы была закончиться к концу XVI века.
В восточных предгорьях Гарца до 1990 года происходила добыча медной руды, о начале которой упоминалось в 1199 году. Также в Зондерхаузене и Тойшентале находятся шахты по добыче калийных солей, построенные для разработки месторождений горного воска около Рёблингена.
Последний завод по переработке руды в Верхнем Гарце в Бад-Грунде закрылся в 1992 году из-за нерентабельности. Со свёртыванием этого производства, открытого ещё в Средние века, и непрекращающегося с XVI века, добыча серебра, свинца и цинка подошла к концу.

### Транспорт
В Гарце расположена сеть узкоколейных железных дорог Harzer Schmalspurbahnen общей протяжённостью 140 км. Одна из линий этой сети достигает вершины горы Брокен.

### Экономика в наши дни

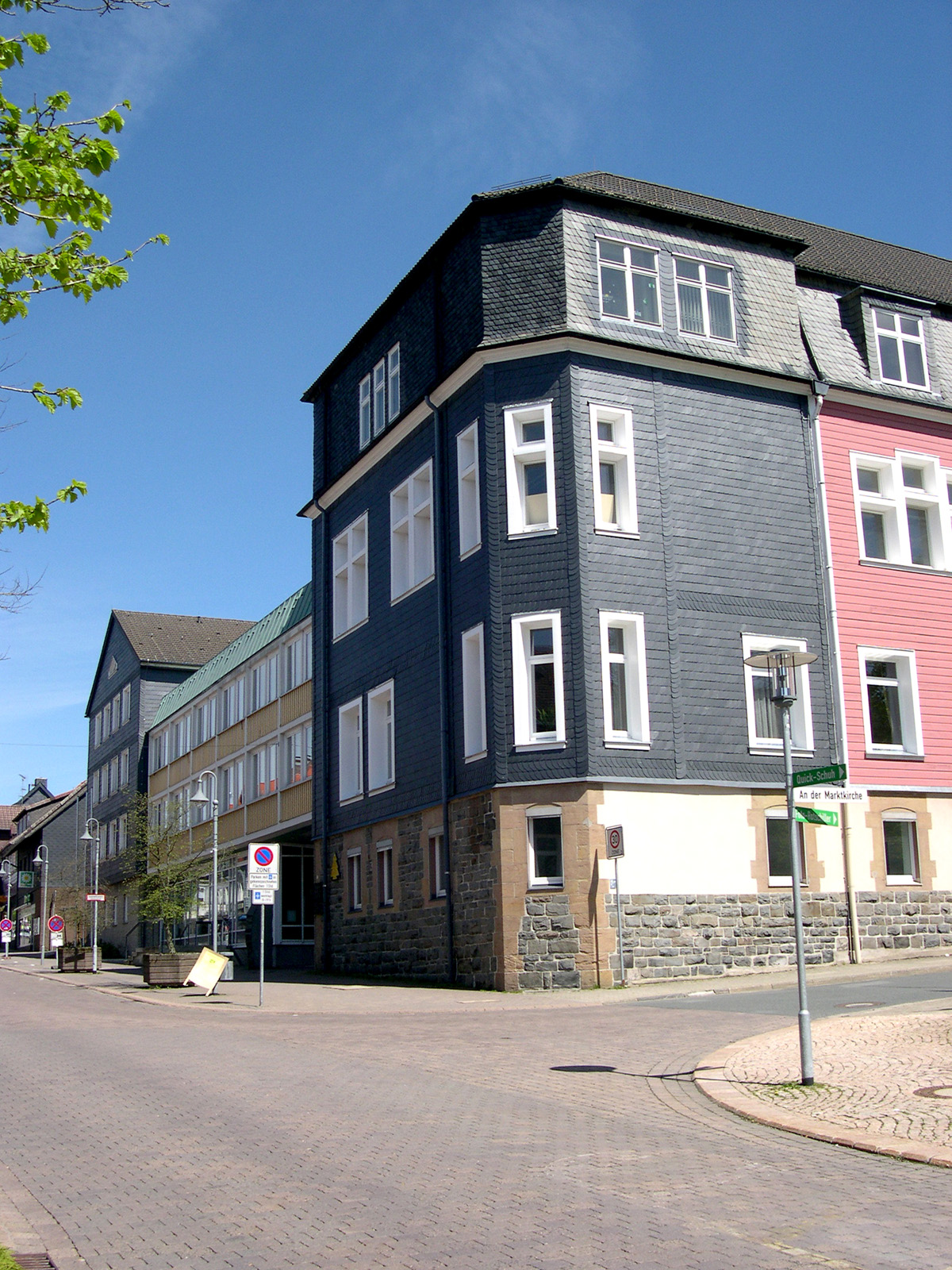
Клаустальский технический университет, главное здание

Цветущая в прошедшие века добыча серебра, железа, меди, свинца и мышьяка закончена. Однако, значительная добыча меди ведётся в области Мансфельда. Последние основные районы горнодобычи были Раммельсберг у Гослара (до 1988 г.) и рудник у Бад Грунда (до 1992). 
Важным работодателем является Клаустальский технический университет. Кроме классических специальностей — горное дело и металлургия, здесь готовятся специалисты по всем инженерным специальностям и естественным наукам.
Важную роль играет также лесное хозяйство и сопутствующее производство. Однако для бумажной промышленности (Бад-Гандерсхайм и Херцберг-ам-Харц) ресурсов недостаёт.
Также развито семёноводство, особенно в городе Кведлинбург.

### Туризм
Туризм в Гарце широко развит в большинстве городов в горах, таких как Санкт-Андреасберг, Браунлаге на юг от Брокена. Кроме того, популярны также города у подножья гор — Гослар, Вернигероде, Ширке и оздоровительные курорты — Алексисбад, Бад-Грунд, Бад-Гарцбург.

#### Зимние виды спорта
Зимний спорт в Гарце не так значителен, как в других горных областях Германии, таких как Шварцвальд, Рудные горы, и тем более в Альпах. Однако, инфраструктура для лыжного спорта широко развита в городах Беннекенштайн, Браунлаге, Ханенклее, Хассельфельде, Санкт-Андреасберг и Ширке. Международные соревнования проходят на горных трассах Вурмберг у Браунлаге и на биатлонных дорожках около Зонненберга.
Достойны упоминания многочисленные лыжни.
За безопасностью на лыжнях, горнолыжных трассах и подъёмниках следит спасательная служба Гарца.

#### Летние виды спорта
Летом прежде всего популярен пешеходный туризм, в последнее время развивается также «скандинавская ходьба». На большинстве водохранилищ в Гарце занимаются различными видами водного спорта — яхтный спорт, гребля. Благодаря горному рельефу местности, дельтапланеризм получил широкое распространение, в частности, в Раммельсберге у Гослара. В Гарце находятся многочисленные области скалолазания.

## Горы

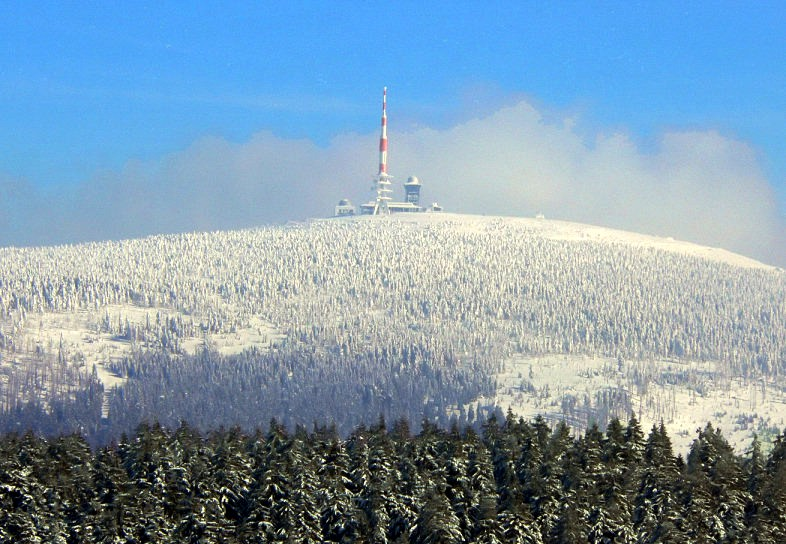
Броккен

| - Броккен (1141,1 м), Саксония-Анхальт - Вурмберг (971 м), Нижняя Саксония - Брухберг (927 м), Нижняя Саксония - Актерман (926 м), Нижняя Саксония - Реберг (891 м), Нижняя Саксония - Зонненберг (853 м), Нижняя Саксония - Малый Винтерберг (837 м), Саксония-Анхальт - Шальке (762 м), Нижняя Саксония - Боксберг (727 м), Нижняя Саксония - Вольфсклиппен (723 м), Саксония-Анхальт | - Штёберхаи (720 м), Нижняя Саксония - Шарфенштайн (696 м), Саксония-Анхальт - Большой Кноллен (687 м), Нижняя Саксония - Равенсберг (659 м), Нижняя Саксония - Большой Эренсберг (635 м), Тюрингия - Карлсхаусхёе (626 м), Саксония-Анхальт - Поппенберг (601 м), Тюрингия - Биркенкопф (600 м), Тюрингия - Гроссер Ауэрберг (580 м), известна Крестом Йозефа |

## Реки

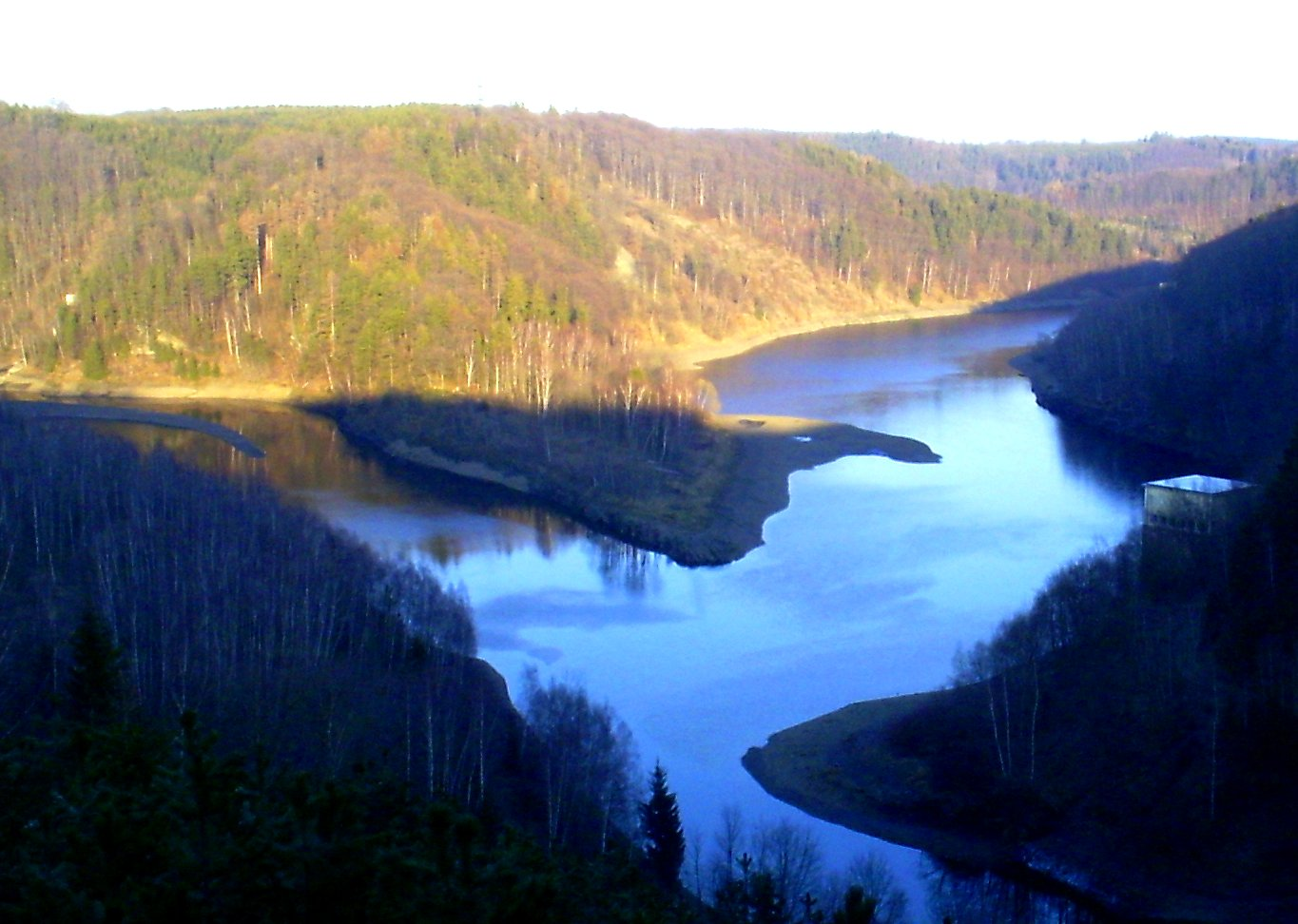
Водохранилище Раппбоде

| - Боде - Экер - Айне - Граде - Гассель - Гольтемме | - Ильзе - Иннерсте - Лонау - Одер - Окер - Радау |

## Города

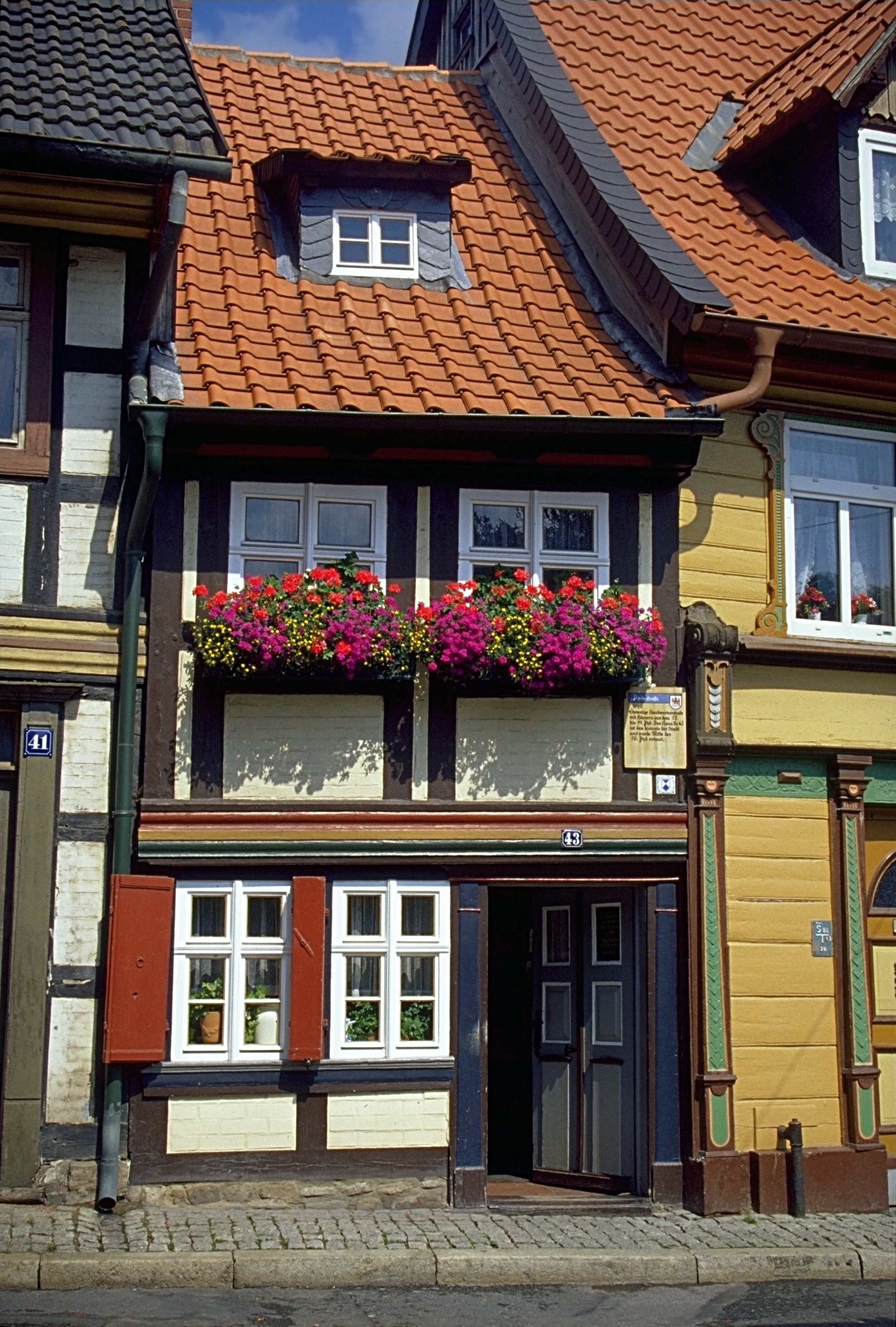
Самый маленький дом в Вернигероде

| - Альтенау - Бад-Гарцбург - Бад-Грунд - Бад-Закса - Бад-Лаутерберг - Бланкенбург - Браунлаге - Вернигероде - Вильдеман - Гослар - Дарлингероде - Зезен - Ильзенбург - Ильфельд | - Кведлинбург - Клаусталь-Целлерфельд - Лангельсхайм - Мансфельд - Остероде-ам-Харц - Санкт-Андреасберг - Тале - Харцгероде - Хассельфельде - Херцберг-ам-Харц - Ширке - Штольберг - Эльбингероде - Эльрих |

## Замки и крепости
- Руины крепости Анхальт
- Замок Фалькенштайн
- Кайзерпфальц в Госларе

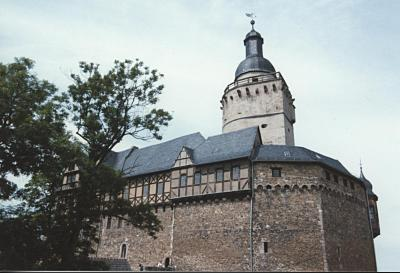
Крепость Фалькенштайн

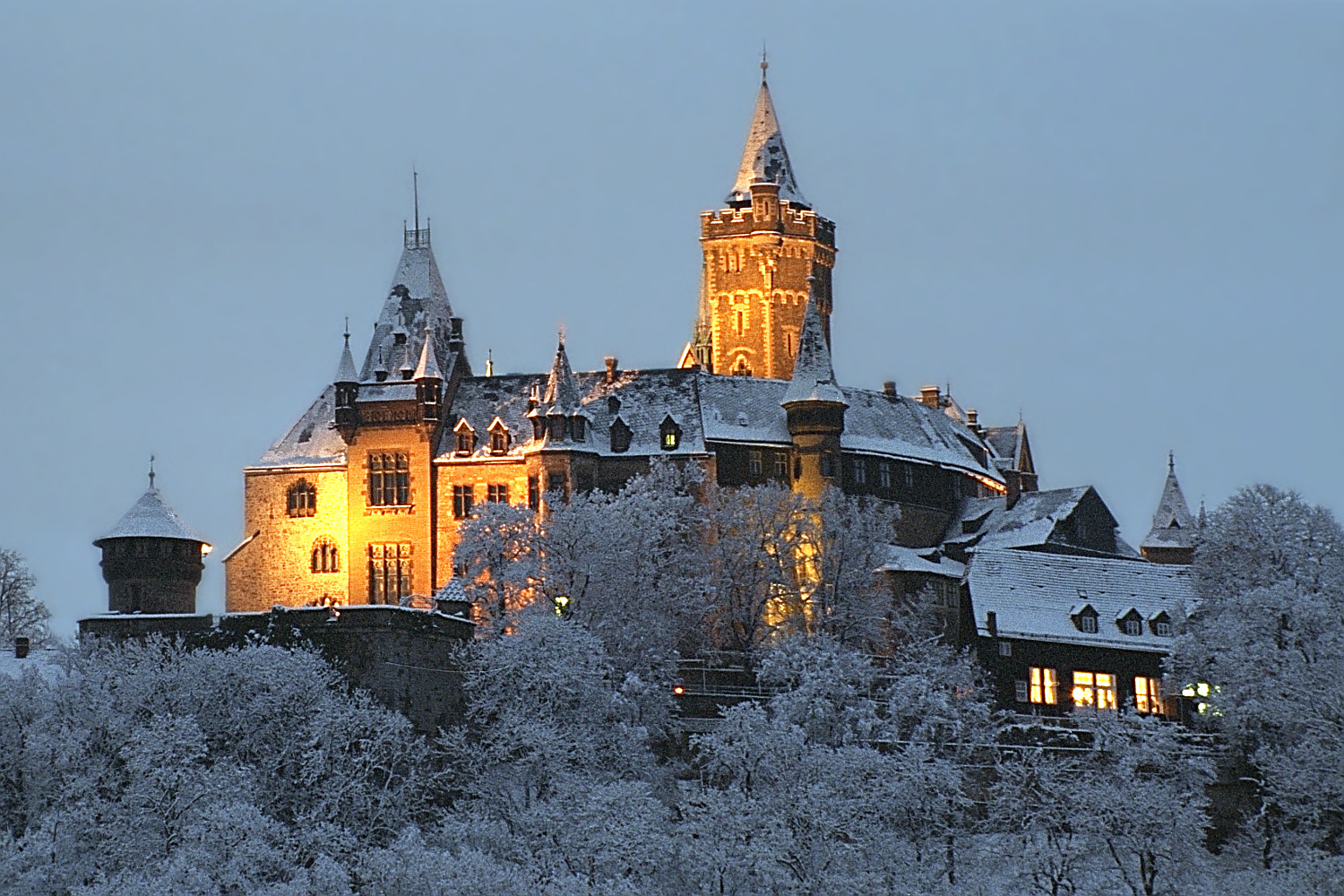
Замок Вернигероде

- Руины крепости Гарцбург в Бад-Гарцбурге
- Руины крепости Хонштайн у Нойштадта
- Замок Херцберг (Гарц)
- Крепость Лауэнбург у Штекленбергa
- Замок Кведлинбург
- Скальная крепость Регенштайн у Бланкенбурга
- Замок Штольберг[англ.]
- Вернигероде (замок, Саксония-Анхальт)
- Замок Вестербург
- Руины крепости Шарцфельд у Херцберга